# Пстронжна
Пстронжна (пол. Pstrążna, нім. Fischgrund) — село в Польщі, у гміні Лиски Рибницького повіту Сілезького воєводства.
Населення — 962 особи (2011).
У 1975-1998 роках село належало до Катовицького воєводства.

## Демографія
Демографічна структура станом на 31 березня 2011 року:
|          | Загалом | Допрацездатний вік | Працездатний вік | Постпрацездатний вік |
| -------- | ------- | ------------------ | ---------------- | -------------------- |
| Чоловіки | 478     | 109                | 317              | 52                   |
| Жінки    | 484     | 69                 | 304              | 111                  |
| Разом    | 962     | 178                | 621              | 163                  |